# Bangorská univerzita

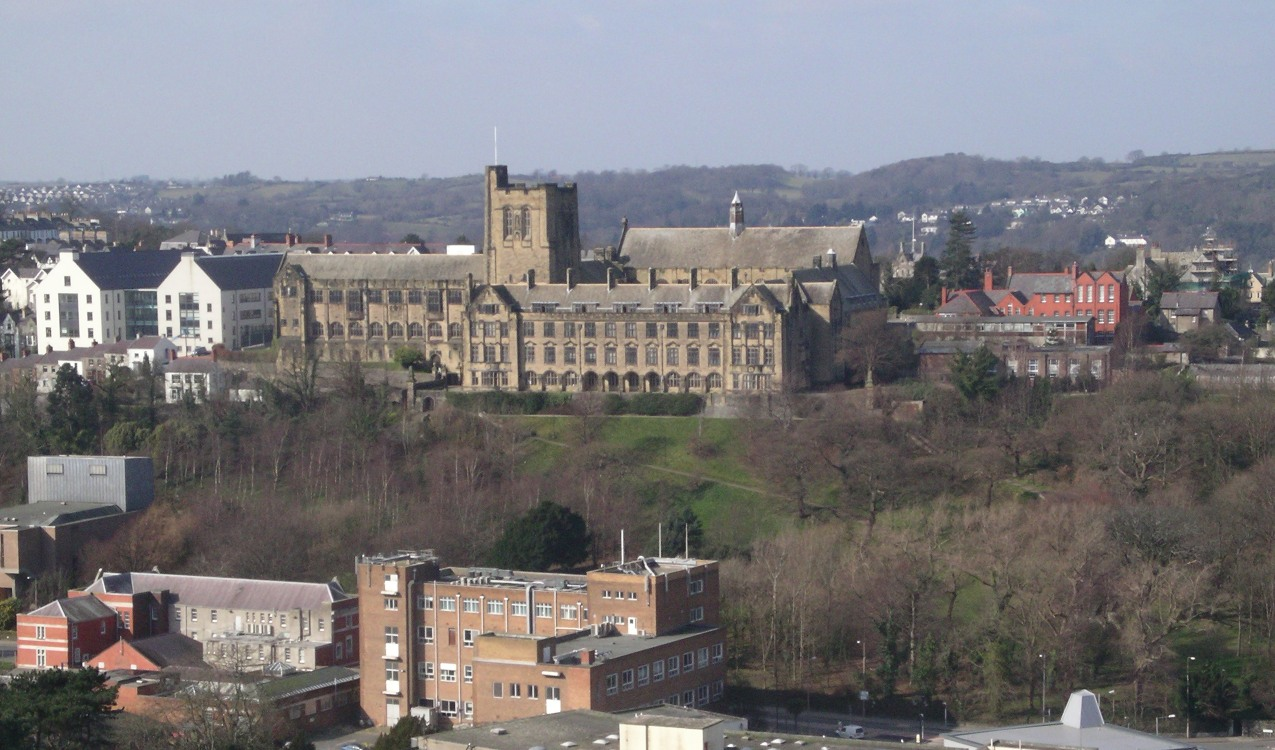
Bangorská univerzita

Bangorská univerzita (anglicky Bangor University; velšsky Prifysgol Bangor) se nachází ve městě Bangor v severovelšské oblasti Gwynedd. Vznikla v roce 1884 a byla jednou ze zakládajících institucí federální Velšské univerzity (University of Wales). Po většinu své historie byla škola známá pod názvem University College of North Wales a později University of Wales, Bangor. Počínaje zářím 2007 se jmenovala Bangor University (univerzita se tehdy stala nezávislou na University of Wales). V roce 2012 byla Bangorská univerzita zařazena na 251. příčku v žebříčku nejlepších světových univerzit.